# Innenrüttler

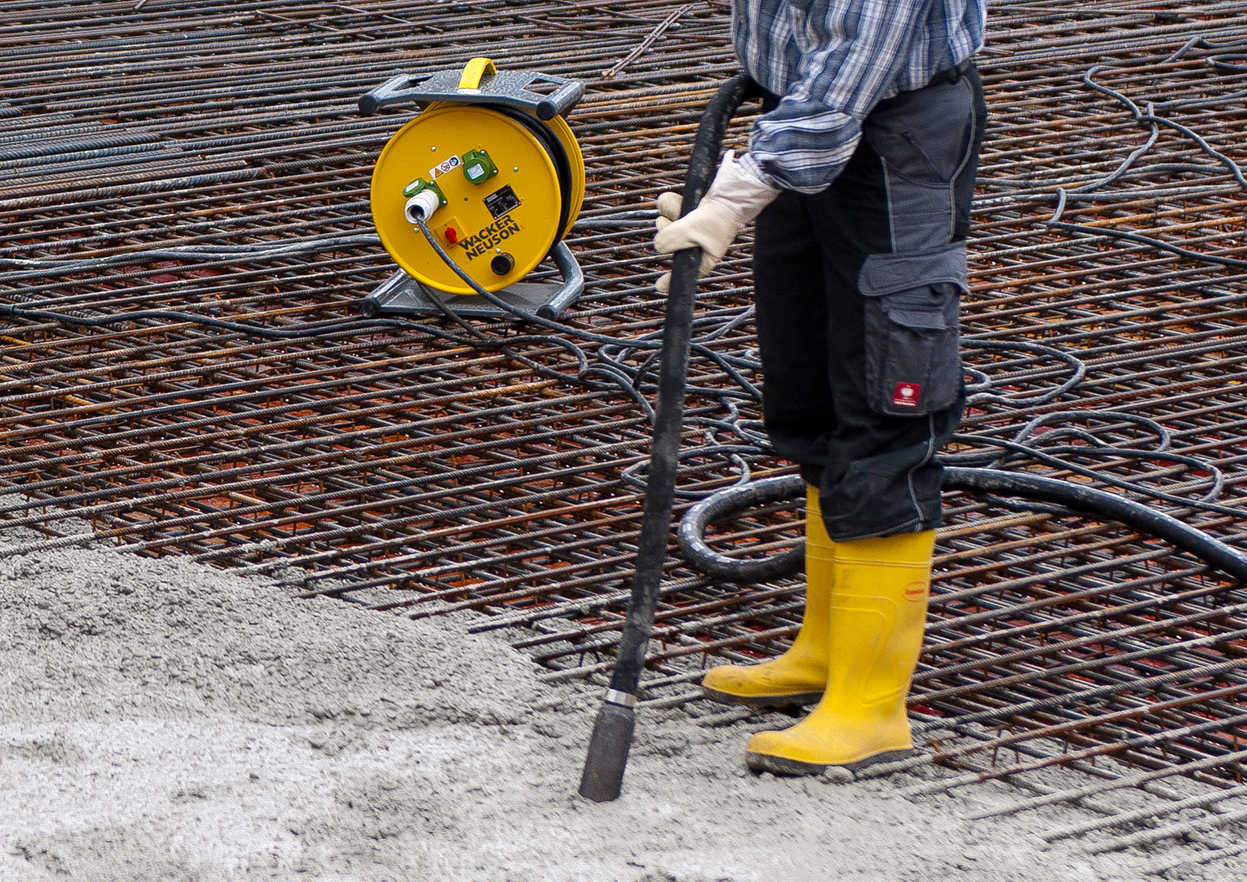
Innenrüttler im Einsatz beim Einbau einer Betondecke

Ein Innenrüttler (auch Flaschenrüttler oder Tauchrüttler genannt) ist ein Baugerät, das zur Verdichtung von Frischbeton verwendet wird. Im Inneren der Rüttelflasche befindet sich eine Unwucht, die mittels Elektromotor, Verbrennungsmotor oder Druckluftzufuhr angetrieben wird und Vibrationen erzeugt (Unwuchtmotor). Werden diese Vibrationen auf den Frischbeton übertragen, führt dies in einem bestimmten Wirkungsbereich zu einer dichteren Lagerung der Gesteinskörnung und zu einem Entweichen der im Beton eingeschlossenen Luft. Mit der Dichte des Betons steigt auch die nach dem Erhärten erreichbare Festigkeit und Dichtheit. Zudem wird der Verbund mit der Bewehrung verbessert.
Innenrüttler kommen üblicherweise bei der Herstellung von Ortbeton zum Einsatz. Der Durchmesser der Rüttelflasche wird dabei auf die Masse des Bauteils und die Maschenweite der Bewehrung abgestimmt und kann zwischen 25 und 150 mm liegen. Durch die Ausbildung von Rüttelgassen (Lücken in der Bewehrung) können auch besonders eng bewehrte Bauteile mit dem Innenrüttler verdichtet werden. Alternativ werden für die Verdichtung auch Außenrüttler oder Vibrationsbohlen verwendet.
Innenrüttler werden in der BGL/Euroliste unter der Schlüsselnummer B.9.3 - Innenrüttler aufgeführt. Kenngröße ist der Rüttelflaschendurchmesser in Millimeter.

## Anwendung
Der Innenrüttler wird senkrecht in den Frischbeton eingetaucht, bis zum Tiefpunkt geführt und anschließend langsam wieder herausgezogen. Beim Verdichten von Schichten geringer Höhe, wie Decken und Böden, wird der Rüttler schräg oder waagerecht geführt.
Der Wirkungsbereich des Rüttlers lässt sich in der Regel an der Betonoberfläche ablesen. Zwischen den Eintauchstellen wird der Abstand so gewählt, dass sich die Wirkungsbereiche etwas überschneiden. Als Faustregel sollte der Abstand etwa dem 8- bis 10-fachen Durchmesser der Rüttelflasche entsprechen. Zur Schalung sollte der Abstand dem 1- bis 2-fachen Durchmesser entsprechen.
Um einen möglichst hohlraumfreien Beton mit den geforderten Eigenschaften zu erhalten, müssen bei der Verdichtung mit dem Innenrüttler einige Regeln beachtet werden:
- Grundsätzlich darf Beton, der bereits erstarrt, nicht mehr gerüttelt werden.
- Mit der Verdichtung ist erst zu beginnen, wenn die Schütthöhe mind. 30 cm beträgt.
- Bauteile, die höher als 50 cm sind (beispielsweise Wände), müssen in mehreren Schichten betoniert und gerüttelt werden. Nur so kann gewährleistet werden, dass die eingeschlossene Luft auch sicher entweicht.
- Bei Verdichtung der oberen Schicht sollte der Innenrüttler zumindest 10 bis 15 cm in die darunterliegende, bereits verdichtete Lage eindringen, um eine gute Verbindung zwischen beiden Schichten zu gewährleisten.
- Bewehrung und Schalung sollten möglichst nicht mit dem Innenrüttler berührt werden.
- Das Verteilen des Betons in der Schalung mit dem Innenrüttler führt zu Entmischungen und ist deshalb nicht zulässig
- Das Aufsteigen von Luftblasen zeigt im Allgemeinen an, dass der Beton ausreichend verdichtet ist. Der Rüttler sollte anschließend so langsam aus dem Beton gezogen werden, dass sich das Tauchloch schließen kann.[2] Die Rütteldauer an einer Eintauchstelle darf nicht zu lange andauern, da sonst ebenfalls eine Entmischung auftreten kann.
- Wenn der mit Beton auszugießende Hohlraum einen schiefen Boden hat, sollte mit dem Rütteln an der tiefsten Stelle begonnen werden.[2]

## Bauarten

Kleinerer Flaschenrüttler mit dazugehörigem Umformer

Es werden folgende Bauarten unterschieden:
Innenrüttler mit eingebautem Motor
Im Inneren der Rüttelflasche befindet sich eine gelagerte Unwucht, die durch einen eingebauten Elektromotor in Schwingungen versetzt wird. Innenrüttler dieser Bauart können bei einer Motordrehzahl von 12.000 Schwingungen pro Minute je nach Durchmesser eine Verdichtungsleistung zwischen 8 m³ und 52 m³ pro Stunde erreichen.
Innenrüttler mit außenliegendem Motor
Bei dieser Bauart treibt eine biegsame Welle eine pendelnde Unwucht in der Rüttelflasche an. Die schlauchgeschützte Welle ist mit einem außenliegenden Verbrennungs- oder Elektromotor verbunden. Mit Hilfe eines innenliegenden Pendelabrollsystems wird die Frequenz der Rüttelflasche auf bis zu 12.000 Schwingungen pro Minute gesteigert. Wenn trotz rotierender Welle kaum Vibrationen entstehen, muss der Rüttlerkopf auf eine harte Fläche aufgeschlagen werden, um das Pendel zu aktivieren.
Innenrüttler mit Druckluftzufuhr
Mittels Druckluftzufuhr wird im Gehäuse eine Kugel in einer Rollenbahn in Rotation versetzt und so die Rüttelflasche in Schwingung gebracht. Die Frequenz kann stufenlos durch Regulierung der Luftzufuhr eingestellt werden. Druckluftbetriebene Innenrüttler sind besonders robust.